# Krasnoperekopsk

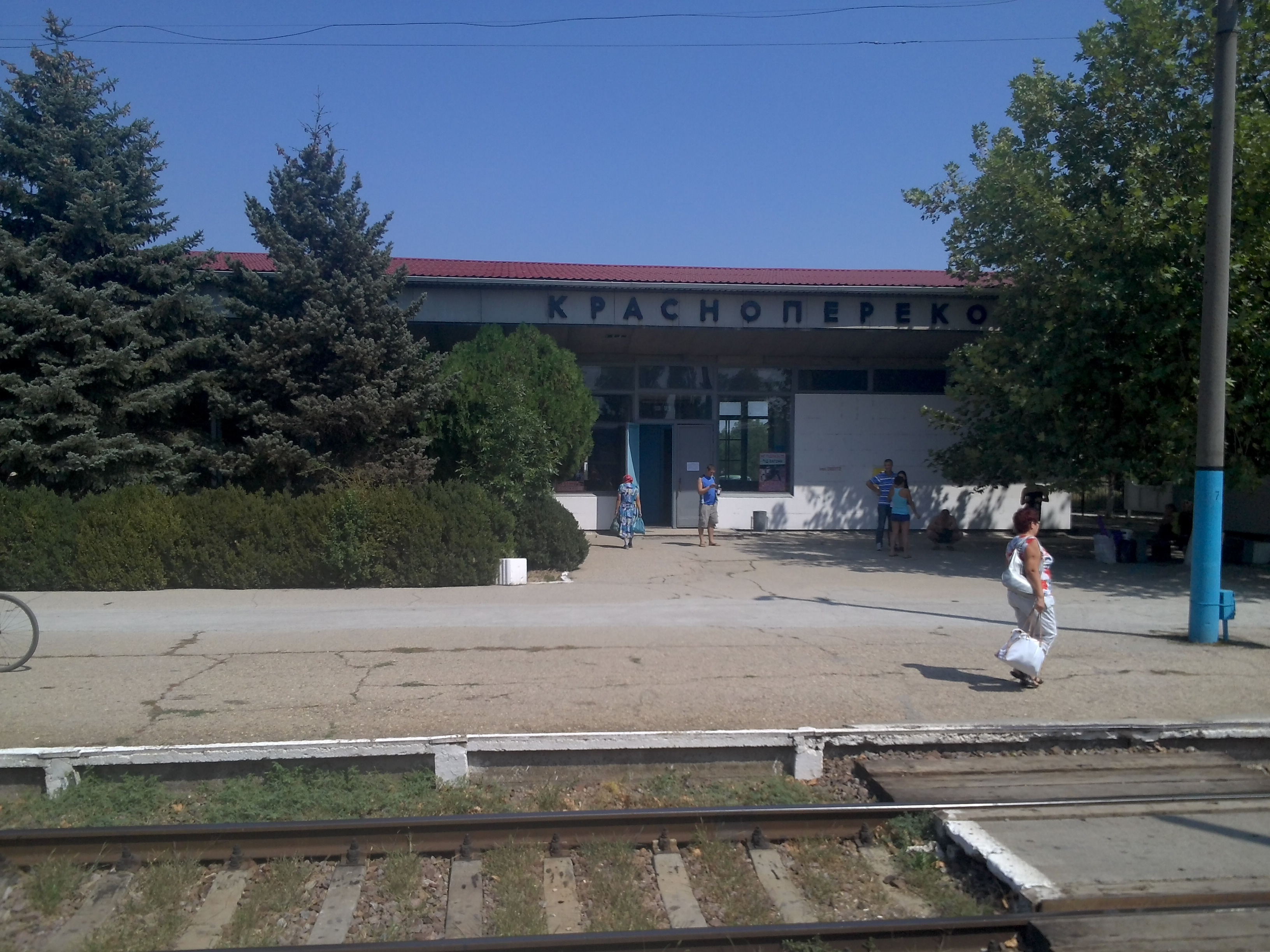
Järnvägsstationen i Krasnoperekopsk.

Krasnoperekopsk (ryska: Краснопереко́пск, ukrainska: Краснопереко́пськ, krimtatariska: Krasnoperekopsk) är en stad på Krim. Folkmängden uppgick till 29 944 invånare i början av 2012.